# Гантиади (Хобский муниципалитет)
Гантиади (груз. განთიადი) — село в Грузии, на территории Хобского муниципалитета края (мхаре) Самегрело-Верхняя Сванетия.

## География
Село находится в западной части Грузии, к северу от реки Риони, на расстоянии приблизительно 8 километров (по прямой) к югу от города Хоби, административного центра муниципалитета. Абсолютная высота — 4 метра над уровнем моря.

## Население
По результатам официальной переписи населения 2014 года, постоянное население в Гантиади отсутствовало.
| Год  | Население, человек |
| ---- | ------------------ |
| 2002 | 0                  |
| 2014 | 0                  |